# Кейс, Роберт
Роберт Кейс (1565–1606) был членом группы провинциальных английских католиков, которые спланировали неудавшийся Пороховой заговор 1605 года, заговор с целью убийства короля Якова I путём взрыва Палаты лордов во время государственного открытия парламента 5 ноября 1605 года. Он был шестым человеком, присоединившимся к заговору.
В отличие от нескольких других заговорщиков, Кейс не был особенно богатым человеком. Роберт Кейтсби, автор плана заговора, доверил ему охрану взрывчатых веществ, хранившихся в квартире последнего в Лондоне. Когда заговор был раскрыт, он бежал из города и через несколько дней был схвачен в Уорикшире. Его вместе с сообщниками судили, признали виновным и в январе 1606 года подвергли "квалифицированной казни": повешение, потрошение и четвертование.

## Жизнь до 1604 года
Родившийся примерно в 1565 году, Роберт Кейс был сыном протестантского ректора Стейвли в Северном Дербишире. Его мать была дочерью сэра Роберта Тирвитта из Кеттлби, Линкольншир, и была связана с католиком Бэбторпсом из Осгодби. Двоюродная сестра Кейса Элизабет Тирруитт была замужем за другим участником заговора, Амброузом Руквудом. К 1604 году Роберт обратился в католицизм. Его жена Кристина, овдовевшая, когда он женился на ней, была гувернанткой детей Генри Мордаунта, 4-го барона Мордаунта, в Дрейтоне, Нортгемптоншир , и поэтому Кейс получил возможность пользоваться лошадьми и другими удобствами.

## Пороховой заговор
Английские католики надеялись, что преследование их веры прекратится, когда явно более терпимый король Яков I станет преемником королевы Елизаветы I, но Роберт Кейтсби, католический фанатик из Эшби-Сент-Леджерс, не был впечатлен новой королевской династией. Поэтому он планировал убить Джеймса, взорвав Палату лордов с порохом, после чего он помог бы спровоцировать народное восстание, чтобы сделать дочь Джеймса, принцессу Елизавету, титульной королевой. Его роль заключалась в охране пороха и других предметов, хранящихся в доме Кейтсби в Ламбете. Кейс присоединился к заговору в октябре 1604 года.
Священник-иезуит Джон Джерард описал Кейс как «серьезного и трезвого человека, обладающего большим умом и достаточностью». Отец Освальд Тезимонд утверждал, что Кейс «сам испытал на себе преследование, потеряв из-за этого свое имущество», в то время как историк и писатель Сирил Норткот Паркинсон изображал его «отчаявшимся человеком, разоренным и в долгах». Высокий, с рыжей бородой, несмотря на его относительную бедность, Кейтсби объявил его «надёжным честным человеком» и, возможно, заплатил ему за его услуги. Как и его коллега-заговорщик Гай Фокс, он считался способным позаботиться о себе. Несколько заговорщиков выразили обеспокоенность по поводу безопасности товарищей-католиков, которые будут находиться в парламенте в день запланированного взрыва; Кейс особенно беспокоился о лорде Мордаунте, работодателе его жены. Томас Перси заботился о своём покровителе и родственнике, графе Нортумберленде, а также упоминались лорды Во, Монтегю, Монтигл и Стортон. Предложение Кейс предупредить лорда Мордаунта было встречено Кейтсби с насмешкой, когда он ответил, что «он не стал бы и за комнату, полной бриллиантов, знакомить его с секретом, потому что знал, что тот не сможет сохранить его».
Кейс и его двоюродный брат Амброуз Руквуд провели ночь перед запланированным взрывом в доме Элизабет Мор, недалеко от Темпл-Бар. Поздно вечером их посетил Гай Фокс (ответственный за взрывчатку под Палатой лордов), который забрал часы, оставленные Перси, для определения времени срабатывания взрывателя. Через несколько часов Фокса обнаружили охраняющим взрывчатку и арестовали.

## Неудача и смерть
Когда Кейс узнал об аресте Фокса, он бежал в Мидлендс. У Хайгейта его догнал Руквуд, который спешил сообщить Кейтсби и остальным о том, что произошло. После того, как он и Руквуд догнали Кейтсби, Перси, Томаса Бейтса, а также Джона и Кристофера Райтов, Кейс покинул группу и вместо этого направился в дом лорда Мордаунта в Дрейтоне, где и скрылся. Он был идентифицирован как подозреваемый 6 ноября и задержан через несколько дней.
Заговорщиков судили 27 января 1606 года в Вестминстер-холле. Несмотря на заявления о невиновности (только Дигби признал свою вину), все восемь были признаны виновными. Каждому из них было разрешено говорить, «поэтому им не следует выносить смертный приговор». Кейс не пытался оправдать свои действия, утверждая, что «смерть сейчас так же хороша, как и в любое другое время», и предпочтительнее жизни «среди такой тирании». Иезуит Освальд Тезимонд писал в своем «Рассказе о защите Кейса»:

Он утверждал, что его мотивом было способствовать общему благу. То есть он надеялся, что его родная земля будет обращена обратно к католической вере. Жестокость нынешнего преследования побудила и его принять участие в заговоре.
31 января 1606 года Кейс, Руквуд, Томас Винтур и Фоукс были доставлены в Старый дворцовый двор в Вестминстере для повешения, потрошения и четвертования. Руквуд и Винтур первыми поднялись на виселицу. С угрюмым лицом Кейс «отважно» пошёл вверх по лестнице, но с петлей на шее прыгнул с лестницы, по-видимому, надеясь на быструю смерть. Верёвка порвалась, после чего экзекуцию продолжили.